# NGC 4086
NGC 4086 је лентикуларна галаксија у сазвежђу Береникина коса која се налази на NGC листи објеката дубоког неба.
Деклинација објекта је + 20° 14' 50" а ректасцензија 12h 5m 29,3s. Привидна величина (магнитуда) објекта NGC 4086 износи 14,1 а фотографска магнитуда 15,1. NGC 4086 је још познат и под ознакама UGC 7076, MCG 4-29-16, CGCG 128-18, NPM1G +20.0305, PGC 38290.